# 乌尔塞勒迈松
乌尔塞勒迈松（法語：Oursel-Maison，法語發音：[uʁsɛl mɛzɔ̃]）是法国瓦兹省的一个市镇，属于克莱蒙区。

## 地理
乌尔塞勒迈松（49°35'33"N, 2°9'47"E）面积6.97 平方千米，位于法国上法蘭西大區瓦兹省，该省份为法国北部内陆省份，北起索姆省，西接厄尔省和滨海塞纳省，南至塞纳-马恩省和瓦兹河谷省，东临埃纳省。
与乌尔塞勒迈松接壤的市镇（或旧市镇、城区）包括：勒克罗、多梅利耶、弗朗卡斯泰勒、阿迪维莱、迈松塞勒蒂勒里、皮拉瓦莱。

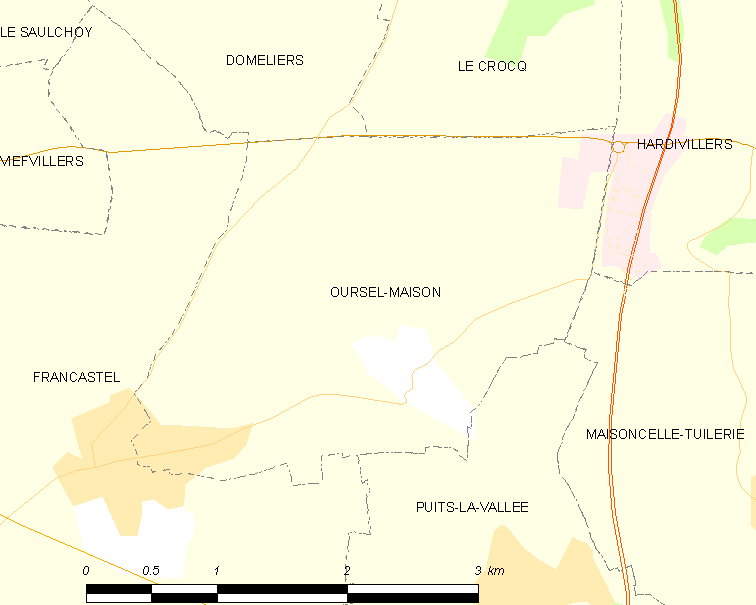
乌尔塞勒迈松的OSM定位图

乌尔塞勒迈松的时区为UTC+01:00、UTC+02:00（夏令时）。

## 行政
乌尔塞勒迈松的邮政编码为60480，INSEE市镇编码为60485。

## 政治
乌尔塞勒迈松所属的省级选区为圣瑞斯特昂绍塞县。

## 人口

1962-2008年间乌尔塞勒迈松人口变化图示

乌尔塞勒迈松于2022年1月1日时的人口数量为244人。